# Marianne Westman
Ingeborg Marianne Westman, född 17 juni 1928 i Falun, Dalarna, död 15 januari 2017 i Falun, var en svensk formgivare, keramiker och textildesigner. Westman anses vara en av Sveriges främsta formgivare av hushållsporslin.

## Biografi
Hon var dotter till Tore Westman och hans hustru Margit. Marianne Westman växte upp i Falun. Hon började som 18-åring Konstfacks keramiklinje i Stockholm och studerade för Edgar Böckman 1946–1950. Därefter fick hon 1950 först provanställning och senare permanent anställning på Rörstrand i Lidköping, där hon arbetade till 1971, och kallades "porslinsmamma". På Rörstrand formgav Westman bland andra de numera klassiska, naturinspirerade serviserna Picknick och blåblommiga Mon Amie (1952). Dessa brukar framhållas som exempel på skandinavisk 1950-talsdesign. 
År 2008 återlanserade Rörstrand Mon Amie, varvid servisen utökades med nya former för koppar och fat. Picknick finns inte längre i produktion hos Rörstrand, men mönstret återfinns på nyproducerade textilier, brukar, glasunderlägg och brickor (från Almedahls). De flesta serviserna av Marianne Westman är utställda på Rörstrands museum i Lidköping och hon finns representerad vid bland annat Nationalmuseum  och Nordiska museet i Stockholm, Helsingborgs museer, Faenza museum i Italien och Stedelijk Museum i Amsterdam.
Åren 1972–1977 arbetade Westman på Skrufs glasbruk, där hon gjorde serien Le Chef och ostbrickorna Provence. Åren 1972–1993 frilansade Marianne Westman för Hutschenreuther och Arzbergs porslinsfabriker i Bayern i Tyskland. Under den tiden gjorde hon serviserna Falun och Kristina.
Hon medverkade i ett flertal internationella konsthantverksutställningar och tilldelades guldmedaljer vid California State Fair 1961, Gulden Vorm vid Utrechtmässan och en silverplakett vid den internationella utställningen i Vicenza 1965. Hon tilldelades ett 20-tal stipendier bland annat från Svensk-Amerikanska stiftelsen och ett av statens mindre arbetsstipendier. Bland hennes offentliga arbeten märks keramiska väggdekorationer på Sörbyskolan i Gävle.  
Marianne Westmans syskon Bruno och Inga-Lill Westman och mor Margit Westman startade 1952 handtrycksateljén Westmans Textilateljé i Villastaden i Falun. Marianne Westman bosatte sig i Falun 1977 och formgav mönster för familjens textilateljé. 
Marianne Westman avled 2017 och är begravd på Hosjö kyrkogård.

## Porslinsmönster av Marianne Westman för Rörstrand
- Annika (stengods, 1972–81)
- Aroma
- Cherie
- Elisabeth (stengods, 1969–81)
- Evergreen
- Flori
- Frisco
- Göran
- Inga
- Lisa (stengods)
- Lotta (stengods, 1966–74)
- Maya (stengods, 1965–79)
- Menu
- Mira Mare (stengods, 1972–77)
- Mon Amie (1952–87, 2008– )
- My garden
- Petra
- Peru
- Picknick I och II (1956–69)
- Piggelin
- Pomerans
- Pomona (1956–71)
- Red top  (1956–67)
- Sippa